# Michael Learned
Michael Learned (Washington D.C., 9 april 1939) is een Amerikaans actrice. Ze won voor haar rol van Olivia Walton in de televisieserie The Waltons drie Emmy Awards.

## Biografie
Learned werd geboren in Washington D.C. en groeide met haar ouders en vijf zusters op in Connecticut. In 1972 speelde ze de rol van Olivia Walton in de televisieserie The Waltons, waarvoor ze vier nominaties ontving als beste actrice in een dramaserie bij de Golden Globes en ze ontving voor dezelfde rol zes nominaties voor een Emmy Award, waarvan ze er drie won. In 1979 verdween ze uit de serie. In de periode 1981-1982 speelde ze de rol van Mary Benjamin in de ziekenhuisserie Nurse, waarvoor ze twee nominaties kreeg bij de Emmy's, waarvan ze er één won. In 2010 speelde ze in de soapserie General Hospital.

## Filmografie
- The Other Man (miniserie) (1963)
- Wojeck (1968)
- The Waltons (1972–1979) (als "Miss Michael Learned")
- Gunsmoke (1973)
- Match Game 73 (1973)
- Hurricane (1974)
- It Couldn't Happen to a Nicer Guy (1974)
- Police Story (1974)
- Little Mo (1978)
- The 30th Annual Primetime Emmy Awards (1978)
- Nurse (film - 1980)
- Touched by Love (1980)
- A Christmas Without Snow (1980)
- Nurse (serie - 1981)
- Politics of Poison (1982)
- Night of 100 Stars (1982)
- Mother's Day on Waltons Mountain (1982)
- The Parade (1984)
- St. Elsewhere (1984)
- Power (1986)
- A Deadly Business (1986)
- Picnic (1986)
- All My Sons (1987)
- Mercy or Murder? (1987)
- Hothouse (1988)
- Roots: The Gift (1988)
- Living Dolls (1989)
- Murder, She Wrote (1989)
- Who's the Boss? (1989)
- Gunsmoke: The Last Apache (1990)
- Wiseguy (1990)
- Aftermath: A Test of Love (1991)
- Murder in New Hampshire: The Pamela Wojas Smart Story (1991)
- Keeping Secrets (1991)
- Mattie's Waltz (1992)
- Dragon: The Bruce Lee Story (1993)
- A Walton Thanksgiving Reunion (1993)
- The American Revolution (1994)
- Reading Rainbow (1994)
- The Secret World of Alex Mack (1995)
- A Walton Wedding (1995)
- A Walton Easter (1997)
- Life During Wartime (1997)
- A Father for Brittany (1998)
- Profiler (1998)
- Promised Land (1998)
- For the Love of May (2000)
- Pensacola: Wings of Gold (2000)
- So Graham Norton (2000)
- The Best of So Graham Norton (2000)
- CBS at 75 (2003)
- Law & Order: Special Victims Unit (2003)
- TV Total (2004)
- All My Children (2005)
- Lethal Eviction (2005)
- Loggerheads (2005)
- One Life to Live (2005)
- Scrubs (2006)
- The Killer (2007)
- Cold Case (2009)
- An American Girl: Chrissa Stands Strong (2009)
- General Hospital  (2010)
- Dahmer – Monster: The Jeffrey Dahmer Story (2022)

- Biblioteca Nacional de España: XX1596036
- Bibliothèque nationale de France: cb14197574c (data)
- International Standard Name Identifier: 0000 0000 2868 7730
- Library of Congress Control Number: n84229131
- MusicBrainz: cfe5f7bc-a02e-49ae-9fa5-0f14b45f5c8d
- Nationale Bibliotheek van Israël: 987007317683305171
- SNAC: w6b1220v
- Virtual International Authority File: 33413899
- WorldCat: E39PBJvmHyPwgJ7vY8X8qBqG73